# Zorodictyna inhonesta
Zorodictyna inhonesta är en spindelart som först beskrevs av Simon 1906.  Zorodictyna inhonesta ingår i släktet Zorodictyna och familjen Zorocratidae.
Artens utbredningsområde är Madagaskar. Inga underarter finns listade i Catalogue of Life.